# 1993 K리그 드래프트

## 개요
| 드래프트 실시 일시 : 1992년 11월 28일 | 드래프트 실시 일시 : 1992년 11월 28일 |
| 총 드래프트 신청자 : 98명             | 총 드래프트 신청자 : 98명             |
| 지명 형식                             | 숫자                                  |
| ------------------------------------- | ------------------------------------- |
| 드래프트 순번내 지명                  | 37명                                  |
| 번외지명                              | 5명                                   |
| 창단팀 지명                           | 6명                                   |
| 합계 : 48명                           |                                       |

## 특이 사항
- 1993시즌부터 리그 참가가 예정되어 있던 완산 푸마에게 1순위 지명권이 돌아갔다. 완산 푸마는 1순위 지명과 별도로 연고지명을 행사해 전라권 대학 졸업 선수 6명을 지명했었다.

- 완산 푸마는 당시 전라도에 프로축구팀이 없었던 상황에서 리그 수뇌부가 다소 무리하게 창단을 밀어붙여 재정적으로 부실했기 때문에 선수들은 완산 푸마에 지명되는 것을 극도로 꺼렸다. 그로 인해 노정윤, 정재권, 김태영 등의 선수가 드래프트를 거부하고 일본행(노정윤) 내지 실업 구단행을 택했다.[1]

- 독일 부페르탈에서 2년 동안 뛰고 복귀한 황선홍은, 92시즌 홍명보의 선례에 맞춰 드래프트 시장에 나왔다. 당연하게도 1순위였던 완산 푸마는 황선홍을 지명했고, 포항제철은 홍명보 때처럼 대 트레이드를 단행해 황선홍을 포항에 입단시킨다. (아래 트레이드 부분 참조)

- 당시 4순위 지명은 연고지명이라 하여, 각 구단이 후원하는 대학의 졸업 선수를 우선 지명할 수 있게 하였다.

## 지명 결과
| 순서 | 클럽            | 1순위  | 2순위  | 3순위  | 4순위  | 5순위  | 6순위              | 기타                                                    |
| ---- | --------------- | ------ | ------ | ------ | ------ | ------ | ------------------ | ------------------------------------------------------- |
| 1    | 완산 푸마       | 황선홍 | 김일진 | 김인호 | 이종훈 | 이규영 |                    | 연고지명 : 박동화, 김영진, 최동호, 정민, 정한호, 김성호 |
| 2    | 유공 코끼리     | 강철   | 김호철 | 조성환 | 박병규 | 이종길 |                    |                                                         |
| 3    | 대우 로얄즈     | 정광석 | 류웅렬 | 남기설 | 신범철 | 성은준 | 박창현             | 추가지명 : 박창범, 황성회, 강상진, 노주섭, 김영섭       |
| 4    | LG 치타스       | 박지호 | 이훈   | 김성진 | 송훈   |        |                    |                                                         |
| 5    | 현대 호랑이     | 이문석 | 한영국 | 문태권 | 은종구 |        |                    |                                                         |
| 6    | 일화 천마       | 박남열 | 이기범 | 박종찬 | 박동우 |        |                    |                                                         |
| 7    | 포항제철 아톰즈 | 김기남 | 김승안 | 강원길 | 오유진 | 하태호 | 이재명 (축구 선수) |                                                         |

## 또다시 반복된 트레이드
1992 K리그 드래프트의 홍명보 관련 1:3 트레이드의 재탕이었다. 무슨 일이 있어도 황선홍을 데려오길 원했던 포철 측은, 그 해 황선홍을 지명할 것이 거의 확실시되는 완산 푸마와 접촉했고, 가뜩이나 선수단 부족에 시달리던 푸마 측은, 포철의 제안을 곧바로 받아들였다.
완산 푸마는 팀의 분위기를 다잡아줄 주전급 선수를 원했고, 포철은 어떤 선수라도 내어줄 기세였다. 심지어, 완산 푸마 측은 포항제철이 93시즌 드래프트 1순위를 누구로 지명해 완산으로 넘겨달라고 사정까지 했다고 한다. (완산 푸마 측은 당시 실업팀에서 상당한 경험을 쌓았던 김기남을 포철이 1순위로 지명케 해, 완산 푸마로 입단시킬 의도였다. 불발되긴 했지만) 결국 양자의 이해관계가 맞아떨어져, 드래프트 지명 직후, 1:4 초대형 트레이드가 성사되었다. 아직도 역대 K-리그 이적시장에서 1:4 트레이드는 이것 외에는 전례가 없었다.
- 황선홍 (완산 푸마) <-> 이기근, 이흥실, 유승관, 류영록 (포항 제철)[2][3]

그러나 완산 푸마는 1993 시즌 리그 불참이 확정되면서 선수단이 와해되어버렸고, 김기남, 이기근, 공문배 등 4명은 그대로 포철에 다시 재입단, 결국 포항 제철만 좋은 일이 돼버렸다.

## 참고
1. ↑  선수들의 판단이 결국 옳았다. 완산 푸마는 자본금 부족으로 창단은 했으나, 93시즌조차 치르지 못하고 해체되다시피 했고, 급조되었던 선수단은 와해되었다. 자세한 것은 완산 푸마 문서 참조.
2. ↑  이전 문서까지는 김기남도 트레이드 대상이었다고 썻었는데, 최종적으로 나온 1993년 1월 완산 푸마 선수단 명단
관련 링크 : [깨진 링크(과거 내용 찾기)]
에 김기남 선수 이름은 빠져있는 것으로 보아, 완산 푸마가 김 선수를 영입하려는 의도는 있었던 모양이나 (1992년 12월자 기사를 보면 포항제철이 1순위 지명한, 김기남 선수도 완산에 지명된 것으로 알려져 운운하는 기사가 있다.) 
관련 링크 : [깨진 링크(과거 내용 찾기)] 
김기남 선수의 푸마 입단이나 황선홍과의 트레이드는 얘기는 나왔으나 불발된 듯하다. 그렇다면 1:4 트레이드로 봄이 옳을 듯.
3. ↑  단, 황선홍 선수와 포항 스틸러스 측은 1:8 트레이드로 기억하고 있는 모양인데, 이는 완산 푸마가 1:4로 황선홍을 영입한 것 외에 포항 제철 2군에 있던 이태형, 김종록, 백태현, 강영호 4명을 추가로 영입했기 때문에 의미에 혼선이 벌어진 듯하다. 하지만 아래 기사 링크를 따라가서 읽어보면 황선홍을 놓고 이루어진 트레이드는 1:4임을 알 수 있다.) 이하는 관련 기사 링크 참조.

[깨진 링크(과거 내용 찾기)] (완산 푸마가 황선홍 트레이드 외 포철 선수 4명 추가 영입하였다는 기사)
4. ↑  당시 완산 푸마가 드래프트에서 지명한 11명 중, 황선홍, 김일진(포철행), 조창근, 정민, 이규영(이상 대우행) 5명을 제외한 나머지 선수들은 프로축구 무대를 밟지도 못한 채 역사 속으로 사라져버렸다.
5. ↑  단, 이흥실 선수는 완산 푸마가 해체되자, 포철 복귀가 아니라 은퇴를 선언했다. 이 선수도 애초에는 1992년 시즌 종료 후 은퇴할 생각이었으나, 완산 푸마가 창단되자 플레잉코치나 뛸 요량으로 완산 푸마 입단을 희망했던 것. 결국 완산이 해체되자 별 미련없이 은퇴했다.

## 같이 보기
- 황선홍
- 완산 푸마
- 드래프트 거부